# Oliver Twist (2005.)
Oliver Twist je film iz 2005. koje je nakon mnogih remakea, snimio i Roman Polanski. 
Oliver Twist je drama koja govori o životu nesretnog dječaka koji je napušten. Kao siroče dolazi u dom gdje ga prodaju za 5 funti, grobaru Sowerbarryu. Gospođa Sowerbarry se prema Oliveru odnosila doslovno kao prema psu, pa je to bio glavni razlog dječakova odlaska u nepoznati i daleki London. U Londonu susreće Jacka Dawkinsa poznatijeg kao Lisac koji ga uvlači u grupu malih lopova koje vodi zli starac Fagin.
Ovaj tužni i ponekad crnohumorni film je najveće neameričko ostvarenje 2005. godine. Likovi su gotovo identični onima iz romana Charlesa Dickensa. Ova tužna priča pokazuje oholost i prijezir Engleza u povijesti prema siročadi, što najbolje pokazuju scene iz filma u kojima Oliver jede ostatke pseće hrane. No unatoč lošim ljudima Olivera će usvojiti bogati gospodin Brownlow koji je otvorio svoje srce za malog Olivera.

## Glumci
- Ben Kingsley – Fagin
- Barney Clark – Oliver Twist
- Jamie Foreman – Bill Sikes
- Harry Eden – Artful Dodger
- Edward Hardwicke – gospodin Brownlow
- Leanne Rowe – Nancy
- Ian McNeice – gospodin Limbkins
- Timothy Bateson – Parson

## Vanjske poveznice
- Službene stranice
- Oliver Twist u internetskoj bazi filmova IMDb-a